# Copa da África de Rugby de 2013
A Copa da África de Rugby de 2013 é a XIII edição da Africa Cup, o torneio internacional anual de rugby das nações africanas organizado pela Confederação Africana de Rugby (CAR).
Os torneios do 2012 a 2014 também são válidos para eliminatórias da Copa do Mundo de 2015..

## Divisão 1A
- Quénia
- Madagáscar
- Uganda
- Zimbábue

## Divisão 1B
- Botswana
- Namíbia
- Senegal
- Tunísia

## Divisão 1C
- Costa do Marfim
- Marrocos
- Ilhas Maurícias
- Nigéria
- Zâmbia